# Sant Joan d'Alacant

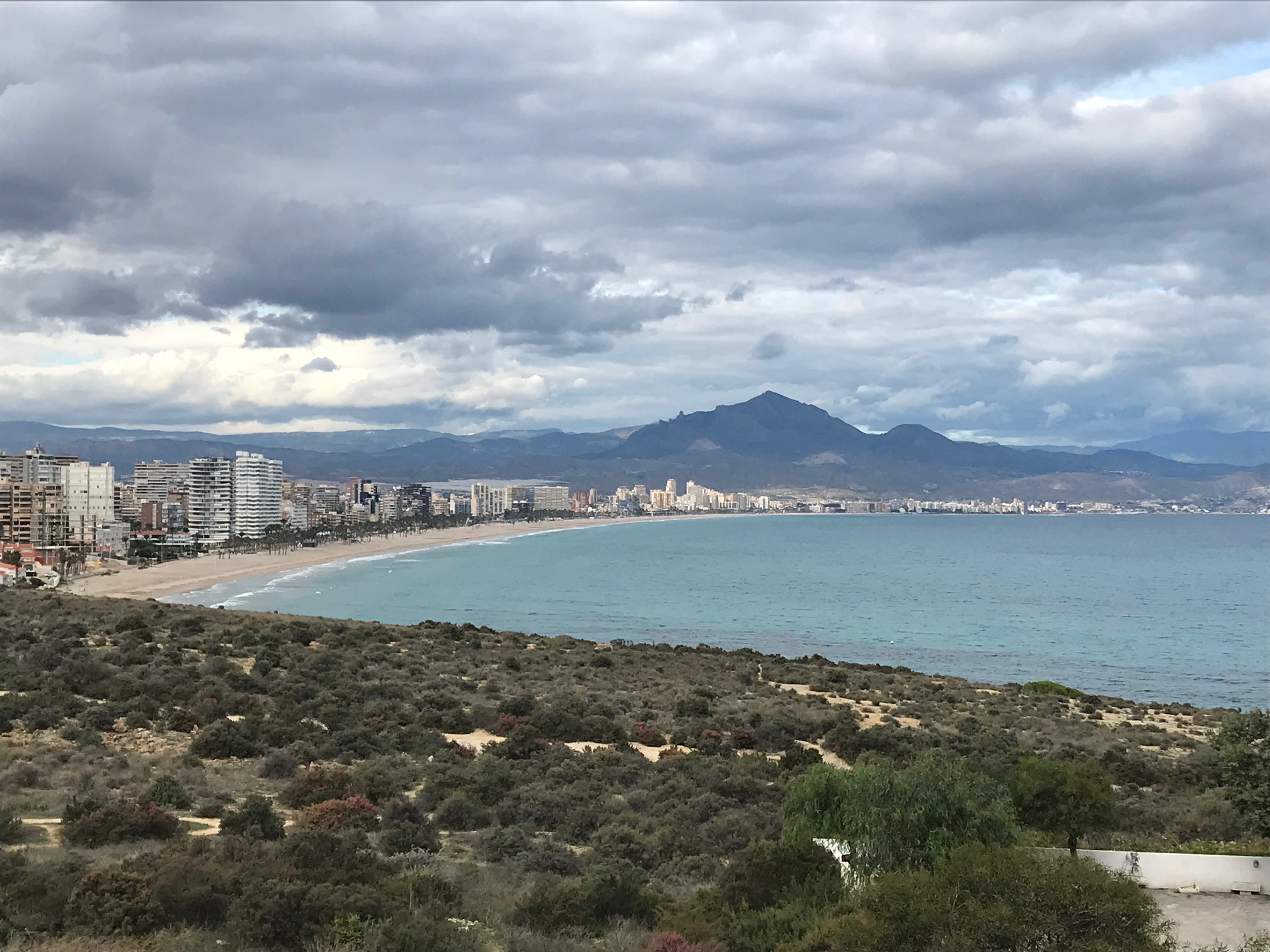
Vue de San Juan du Cap de Huertas

Sant Joan d'Alacant, en valencien et officiellement (prononcé en valencien : [ˈsaɲ dʒuˈan dalaˈkant] ;  en castillan : San Juan de Alicante), est une commune de la province d'Alicante, dans la Communauté valencienne, en Espagne.
Elle est située dans la comarque de l'Alacantí et dans la zone à prédominance linguistique valencienne. Le campus des sciences de la santé de l'Université Miguel Hernández d'Elx y est situé.

## Géographie

Localisation de Sant Joan d'Alacant
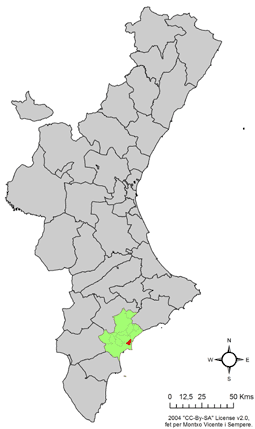
Dans la Communauté valencienne.
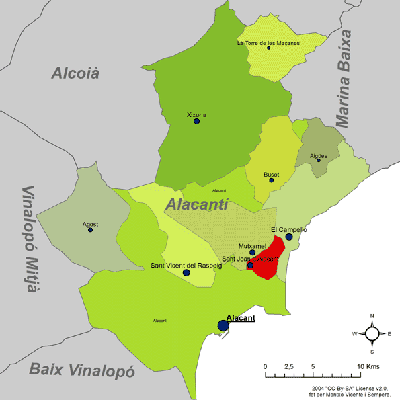
Dans la comarque de l'Alacantí.

Sant Joan d'Alacant se trouve au centre géographique de la comarque traditionnelle du Grand jardin d'Alicante. Ses limites sont Mutxamel au nord et à l'ouest, El Campello au nord, et Alicante au sud et à l'ouest. Avec ces communes et d'autres de l'aire métropolitaine plusieurs services sont gérés collectivement (pompiers, transport urbain, ...).
Elle se situe sur un terrain pratiquement plat, son altitude par rapport au niveau de la mer est de 40 mètres, et la surface totale de la commune est de 9,64 km2. Le climat est doux et tempéré.

## Histoire
L'expulsion des musulmans en 1609 par Philippe III a eu un effet négatif dans l'agriculture et l'industrie, branches dans lesquelles les Arabes étaient experts. Beaucoup de familles ont dû émigrer, en réduisant de manière critique le nombre d'habitants.
En 1779, San Juan et Benimagrell ont certainement obtenu l'indépendance administrative d'Alicante. Selon le premier tracé, le temple du Monastère de la Face Sainte restait à l'intérieur de la limite de Sant Joan, mais celui-ci a été modifié en laissant le monastère appartenant à Alicante. En 1812, durant la guerre de l'Indépendance, les troupes françaises, qui n'ont pas réussi à conquérir la ville d'Alicante, ont assassiné vingt-neuf habitants de Sant Joan en assaillant l'église. Le roi Alphonse XII a accordé le titre de Villa (Ville) à l'Université Royale du San Juan et de Benimagrell en 1885.
Durant la guerre civile, la localité a été connue comme Villa Ascaso, en hommage à l'anarchiste Francisco Ascaso.
En 1938, le maire Emilio Urios, inaugure l'apport des eaux potables à la localité. Est alors construite une fontaine sur la place de l'Espagne, grâce aux prisonniers qui ont creusé une conduite d'eau.
À partir de 1950 la localité a vu augmenter peu à peu sa population. Dans la décennie suivante on a construit le contournement de la Ressortissante 332[Quoi ?] qui a détruit une partie de Benimagrell et à partir de 1970, San Juan d'Alicante a commencé à s'étendre.
La démocratie a donné une grande impulsion à la ville. Des projets ont été réalisés comme la construction de l'Hôpital Universitaire (1985), l'inauguration de son parc municipal et de sa Maison de la Culture (1993), ainsi que de la Faculté de Médecine de l'Université Miguel Hernández d'Elche (1989) ou plus récemment du Centre Culturel (2011).